# Marko Spittka
Marko Spittka (né le 22 avril 1971 à Dresde) est un judoka allemand. Il participe aux Jeux olympiques d'été de 1996 dans la catégorie des poids moyens et remporte la médaille de bronze.

## Palmarès

### Jeux olympiques
- Jeux olympiques de 1996 à Atlanta,  États-Unis
  -  Médaille de bronze